# Magatzem Tarré
El Magatzem Tarré és una obra amb elements del monumentalisme academicista de Sant Joan de les Abadesses (Ripollès) inclosa a l'Inventari del Patrimoni Arquitectònic de Catalunya.

## Descripció
Edifici, destinat a magatzem de gra, és d'obra vista i guarda simetria respecte al carener del teulat a dues agües.la seva planta és quadrada i l'entrada d'arc rebaixat. No és cap edifici notable, però és una de les poques construccions de Duran i Reynals per ús industrial.